# Rinascita (DC Comics)

Copertina del primo numero in italiano

Rinascita (in inglese DC Rebirth, conosciuto anche come DC Universe Rebirth) costituisce il rilancio dell'universo supereroistico della DC Comics dopo la chiusura delle serie nate con il reboot The New 52 partito nel 2011.
In seguito agli eventi avvenuti in Flashpoint si era azzerata la continuity precedente e tutte le serie ripartirono dal numero uno: a distanza di cinque anni e in seguito ad una crisi di vendite, il direttore creativo della DC Geoff Johns ammise che la nuova continuity aveva appiattito le storie dei personaggi DC, impoverendo la mitologia anche di eroi iconici quali Superman, Batman, Wonder Woman e molti altri. Con l'appoggio di Dan DiDio e Jim Lee si optò per riprendere in gran parte la continuity anteriore al 2011 e ripristinare il background narrativo dei precedenti decenni, soprattutto con riferimento alle storie post-Crisis (cioè pubblicate dopo il 1986) ma non solo.
L'inizio della saga di un nuovo multiverso DC inizia il 25 maggio 2016 con la distribuzione dell'albo DC Universe: Rebirth n. 1, scritto da Geoff Johns e disegnato da Gary Frank, Ivan Reis, Ethan Van Sciver e Phil Jimenez.

## Storia editoriale
Dopo il successo iniziale del progetto The New 52 del 2011, le vendite delle nuove serie cominciano a calare o stazionare; la crisi diviene evidente nel 2015 quando, nonostante un mercato in crescita, la casa editrice perde quote di mercato tanto che, rispetto al 2014, tra i mille fumetti più venduti la DC si ritrova con ben ventisei titoli in meno: tra le prime trenta posizioni, inoltre, sono presenti solo due albi, entrambi parte della miniserie Dark Knight III: The Master Race (di Frank Miller, Brian Azzarello, Adam Kubert e altri artisti), secondo sequel della celebre miniserie Il ritorno del Cavaliere Oscuro del 1986. La storia non rientra quindi neppure tra i nuovi titoli del rilancio del 2011 ed è fuori dalla continuity dei titoli supereroistici pubblicati su Batman e punta sul notevole interesse (e nostalgia) che il Batman milleriano suscita ancora tra i lettori.
Tra questi è ormai noto il disappunto nella gestione della continuity ufficiale di The New 52, che ha fatto tabula rasa di decenni di storie dei personaggi tranne parzialmente per Batman, Lanterna Verde e alcune storyline. Se è quindi vero che inizialmente si era avvicinati nuovi lettori grazie alla ripartenza da zero delle storie di numerosi e iconici personaggi quali lo stesso Superman, nel lungo periodo però si è persa la mitologia dell'universo fumettistico più longevo dei comic statunitensi e l'appiattimento del background narrativo crea una profonda disaffezione dei lettori più fedeli della DC. La dirigenza creativa della casa editrice, rappresentata dal trio Johns-Lee-DiDio, si trova a dover rilanciare il multiverso DC integrando quanto pubblicato nei cinque anni post-Flashpoint (cioè tra il 2011 e il 2016) e la continuity precedente, con particolare riguardo al periodo post-Crisis (cioè dopo il 1986): lo stratagemma narrativo nasce dall'integrazione dei personaggi della graphic novel Watchmen di Alan Moore all'interno della continuity dell'universo canonico degli albi DC.
Watchmen, pubblicata nel 1986 come miniserie di dodici numeri, è stata da subito considerata un'opera fondamentale per il fumetto a stelle e strisce nonché uno dei primi esempi di opera fumettistica in grado di entusiasmare anche i critici letterari e gli accademici; Moore creò un capolavoro assoluto del genere capace di attrarre l'attenzione dei media e proporsi come punto di riferimento di un mercato pronto a rivolgersi anche ad un pubblico adulto. La storia, che vede al centro un gruppo di supereroi plasmati su dei personaggi della Charlton Comics, non è mai stata però inserita all'interno della continuity ufficiale neppure come una delle tante terre alternative del multiverso; Geoff Johns, tuttavia, decide di far ricadere sul Dottor Manhattan, membro di spicco del gruppo e personaggio dotato di poteri quasi divini, la responsabilità circa l'alterazione della linea temporale che ha creato l'universo dei "Nuovi 52": nel primo albo del progetto Rebirth si cominciano infatti a intravedere gli indizi di questa ingerenza e Batman stesso ritrova nella Batcaverna la spilla del Comico, altro personaggio centrale di Watchmen.

## La nuovacontinuitydal 2016
Rebirth non è dunque un reboot e non si propone di emulare quanto accaduto nel 2011 quando, dopo la miniserie Flashpoint, vengono lanciate cinquantadue serie a fumetti (dal n. 1) che non si pongono in continuità con le storie pubblicate prima; anche personaggi quali Superman, Batman e Wonder Woman ci vengono presentati come se fossero all'inizio della loro storia editoriale e serie storiche quali Action Comics e Detective Comics ripartono dal numero uno per la prima volta dal loro debutto negli anni trenta. Un tale stravolgimento non era accaduto neppure a metà anni ottanta quando, con la miniserie Crisi sulle Terre Infinite, la casa editrice si proponeva di ordinare la sua continuity annullando l'esistenza di tutte le terre alternative del primo multiverso DC. Con Rebirth non vengono cancellate le storie pubblicate tra il 2011 e il 2016 ma si cerca di integrare la storia passata dell'universo DC con quanto accaduto nel periodo post-Flashpoint. In questo modo si vuole ridare ai personaggi quelle storie e quella mitologia che si erano perse con il reboot del 2011.
Si assiste quindi ad un riassetto del contesto narrativo in cui agiscono tutti i personaggi della casa editrice o almeno quelli che rientrano nel DC Universe: questo universo fittizio ha come elemento centrale della sua continuity il concetto di Multiverso, quindi l'esistenza di terre parallele nelle quali si possono anche riscontrare situazioni speculari tra loro ma con differenze più o meno marcate nello svolgersi degli eventi e nell'evoluzione dei personaggi. Il Primo Multiverso ha origine nel 1961, durante la Silver Age dei comic statunitensi, quando Flash II, alias Barry Allen, scopre l'esistenza di una terra parallela in cui l'identità di Flash è Jay Garrick, supereroe attivo durante la seconda guerra mondiale e membro della Justice Society of America: questa realtà alternativa prese il nome di Terra-Due e da allora gli autori si sbizzarrirono a crearne molte altre come stratagemma per creare nuove realtà ed esplorare mondi e personaggi al di fuori della continuity. Questo primo Multiverso termina nel 1986 in seguito agli eventi della saga Crisi sulle Terre Infinite. Un secondo Multiverso prende ufficialmente forma dopo il 2006, su volere dello stesso Geoff Johns, che ne mette le premesse su Crisi infinita, opera che si pone come seguito ideale della Crisi sulle Terre Infinite del 1985-1986. Un terzo Multiverso nasce con l'evento Flashpoint nel 2011 e il seguente progetto editoriale The New 52. La nuova continuty Rebirth non ne crea però un quarto ma si sovrappone a quello post-Flashpoint. La continuity principale (ovvero quella che interessa la maggior parte delle pubblicazioni) si svolge sulla terra denominata Earth-0 (o Terra-0), conosciuta anche come New Earth o Prime Earth (la stessa del periodo 2011-2016) che ora però risente degli effetti della manipolazione temporale del Dottor Manatthan. Le altre terre parallele mantengono la loro struttura e denominazione così come sono state raggruppate e classificate da Grant Morrison all'interno della miniserie Multiversity.
La continuity di Rebirth si colloca quindi all'interno del Terzo Multiverso della storia editoriale della DC Comics. Durante il lancio di DC Rebirth rimane in pubblicazione la serie dedicata alla terra alternativa denominata Earth-2 (ovvero Terra-2) che mantiene la sua continuità con quanto accaduto durante il periodo The New 52. Si tratta di una realtà nella quale Superman, Batman e Wonder Woman sono morti per salvare il pianeta da Darkseid ma un nuovo gruppo di supereroi si forma per iniziativa della Lanterna Verde Alan Scott, Flash alias Jay Garrick, Hawkgirl e Atom alias Al Pratt. La serie debutta nell'agosto del 2015 con il titolo Earth 2: Society e si trova a chiudere con il n. 22 (maggio 2017). Continua a essere pubblicata anche la serie Batman Beyond, le cui vicende si svolgono su Earth-12 (ovvero Terra-12), una realtà alternativa la cui timeline è leggermente sfasata da quella di Terra-0 e ci si trova in un vicino futuro: le storie sono principalmente incentrate su un vecchio Bruce Wayne e un nuovo Batman suo successore. La serie inizia ad agosto 2015 per poi chiudere con il n. 16 (novembre 2016). La prima saga che ha ramificazioni nel Multiverso dell'epoca Rebirth viene pubblicata sulle serie di Superman, personaggio fondamentale per la timeline di Terra-0 e ponte narrativo tra l'universo DC post-Crisis e le storie legate all'evento Rinascita. Il titolo dello story-arc è Multiciplity e vede Superman incontrare versioni alternative di se stesso, braccate da esseri interdimensionali chiamati Gatherers. Il primo ad arrivare sulla terra della continuity principale della DC (ovvero quella di Terra-0) è Kal-L di Terra-30, ovvero una realtà dove il razzo kryptoniano che ha raggiunto la Terra con a bordo l'Uomo del Domani è atterrato sul suolo dell'Unione Sovietica e Superman è quindi diventato un supereroe comunista. Subito dopo arriva in loro soccorso una versione della Lega della Giustizia denominata "Justice League Incarnate", formata da supereroi di diverse terre alternative e il cui scopo è affrontare minacce per l'intero Multiverso. Di questa fa parte il Superman di Terra-23, Mary Marvel di Terra-5, Aquawoman di Terra-11, Red Racer di Terra-36, Green Lantern di Terra-20, Machinehead di Terra-8. Con questa classificazione si rispetta la numerazione delle terre del Multiverso DC così come indicate da Grant Morrison in Multiversity, convalidando il presupposto che la continuity della Rinascita DC si dipana all'interno del terzo Multiverso della sua storia editoriale.

## Progetti correlati
Il rilancio editoriale prevede inoltre una diversificazione delle proposte anche a livello di imprint (ovvero etichette editoriali) e fumetti "alternativi" (come contenuti e formati) rispetto alle serie e continuity delle pubblicazioni regolari collegate all'Universo DC.
La prima conseguenza è il ripristino dell'etichetta All Star lanciata nel 2005 con la serie All Star Batman e Robin di Frank Miller e Jim Lee e che aveva cessato le pubblicazioni nel 2008. Caratteristica dell'imprint era quella di raccontare storie fuori dalla continuity principale degli albi DC dando la possibilità a grandi e affermati autori/artisti di cementarsi su personaggi iconici (quali Batman e Superman) ma con maggior libertà creativa e meno vincoli editoriali. In quest'ottica il 10 agosto 2016 viene lanciata la nuova serie All Star Batman che vede ai testi Scott Snyder, reduce da un run quinquennale sulla serie regolare Batman pubblicata dal 2011 sotto l'egida The New 52. Gli artisti che gli si affiancano cambiano ogni arco narrativo. L'obbiettivo di Snyder è quello di rivedere e/o sperimentare (reimagining) tematiche e aspetti caratteriali riguardanti i più grandi supercriminali del Cavaliere Oscuro.
Su iniziativa del cantante Gerard Way nasce l'etichetta DC's Young Animal. Way si propone di creare un imprint che raccolga idee nuove e alternative rispetto a quelle degli albi mainstream della casa editrice. Il suo punto di riferimento è la Doom Patrol di Grant Morrison e quelle serie di fine anni ottanta e primi anni novanta che hanno portato alla creazione della Vertigo nel 1993, sotto la direzione di Karen Berger. Il debutto di DC's Young Animal avviene con il lancio di una nuova serie della Doom Patrol con ai testi lo stesso Gerard Way e ai disegni Nick Derington.
Jim Lee vuole rilanciare, all'interno di DC Rebirth, i personaggi che rientravano nell'etichetta WildStorm. Quest'ultima era stata acquisita dalla DC nel 1998 e pubblicata come imprint autonomo. Dal 2011 con il lancio di The New 52 i suoi personaggi vengono inseriti nel DC Universe anche se non riscuotono un grande successo e sembrano perdere lo spirito e il fascino riscosso tra gli anni novanta e gli anni duemila. Jim Lee si rivolge a Warren Ellis per riportare in auge le serie e i personaggi del Wildstorm Universe. Quest'ultimo accoglie la sfida e il progetto si materializza con la pubblicazione della serie The Wild Storm a partire dal 15 febbraio 2017. Il titolo funge da reboot del Wildstorm Universe e prevede nuove incarnazioni di supereroi quali Grifter, Voodoo, The Engeneer, Jenny Sparks e altri.

## Titoli
La struttura editoriale dell'evento Rebirth prevede la pubblicazione dell'albo DC Universe: Rebirth n. 1, a cui seguiranno albi unici che servono da prologo alle serie regolari. I titoli pubblicati sono i seguenti:
| Titolo                                              | Autori                                                                            | Data di distribuzione | Note |
| --------------------------------------------------- | --------------------------------------------------------------------------------- | --------------------- | --- |
| DC Universe: Rebirth n.1                            | Geoff Johns (testi), AA.VV. (disegni)                                             | 25 maggio 2016        | Viene svelato un mistero sulla natura dell'universo DC e del perché una parte della sua storia si è persa. |
| Superman: Rebirth n.1                               | Peter J. Tomasi (testi), Doug Mahnke e Jaime Mendoza (disegni)                    | 1 giugno 2016         | Torna il Superman pre-Flashpoint. Clark Kent è sposato con Lois Lane e hanno un figlio. All'albo segue la serie regolare Superman (dal n. 1) con la storyline "Figlio di Superman", la cadenza è quindicinale. |
| Batman: Rebirth n.1                                 | Scott Snyder e Tom King (testi), Mikel Janin (disegni)                            | 1 giugno 2016         | passaggio di testimone dallo scrittore Scott Snyder (autore della serie Batman nel periodo The New 52) a Tom King. All'albo segue la serie regolare Batman (dal n. 1) con periodicità quindicinale. |
| Green Arrow: Rebirth n.1                            | Benjamin Percy (testi), Otto Schmidt (disegni)                                    | 1 giugno 2016         | Il duo Percy-Schmidt riporta Green Arrow al look che aveva nel suo storico run di storie ad opera di Mike Grell nel periodo post-Crisis (dopo il 1986). Le storie tornano a vertere su problematiche sociali e politiche. La serie regolare debutta il 22 giugno 2016 con periodicità quindicinale. |
| Green Lanterns: Rebirth n.1                         | Geoff Johns e Sam Humphries (testi), Ethan Van Sciver (disegni)                   | 1 giugno 2016         | I protagonisti della serie sono la due nuove lanterne verdi Jessica Cruz e Simon Baz. La prima minaccia da affrontare sono le Lanterne Rosse e Bleez. All'albo segue una serie regolare quindicinale a partire dal 15 giugno 2016. |
| Aquaman: Rebirth n.1                                | Dan Abnett (testi), Oscar Jimenez (disegni)                                       | 8 giugno 2016         | Arthur Carry, alias Aquaman e Re di Atlantide vuole che il suo regno acquisti peso nella politica globale al pari delle superpotenze delle terre emerse. Prologo alla serie regolare quindicinale distribuita dal 22 giugno 2016. Su questa parte il primo capitolo della story-arc The Drowning che vede il ritorno di Black Manta, nemesi di Aquaman. |
| The Flash: Rebirth n.1                              | Joshua Williamson (testi), Carmine di Giandomenico (disegni)                      | 8 giugno 2016         | Il 2016 è il sessantesimo anniversario dalla creazione di Barry Allen come secondo Flash della storia DC. Con gli eventi di Rinascita il personaggio, nelle sue varie incarnazioni, avrà un ruolo fondamentale nell'universo supereroistico della casa editrice. All'albo segue una serie regolare quindicinale a partire dal 22 giugno 2016. |
| Wonder Woman: Rebirth n.1                           | Greg Rucka (testi), Paulo Siqueira e Liam Sharp (disegni)                         | 8 giugno 2016         | All'albo segue la serie regolare Wonder Woman con periodicità quindicinale. Greg Rucka annunicia nuove rivelazioni sul passato dell'Amazzone pur rispettando, in linea di massima, la sua origine così come delineata da George Pérez a partire dalla serie regolare del 1987. |
| Justice League: Rebirth n.1                         | Bryan Hitch (testi e disegni)                                                     | 6 luglio 2016         | Viene presentata la nuova formazione della Justice League formata da Superman, Batman, Wonder Woman, Aquaman, Flash II (Barry Allen), Cyborg, e i due rookie Jessica Cruz e Simon Baz (entrambi membri delle Lanterne Verdi). |
| Hal Jordan and the Green Lantern Corps: Rebirth n.1 | Robert Venditti (testi), Ethan Van Sciver (disegni)                               | 13 luglio 2016        | Hal Jordan è rimasto l'unico membro attivo del Corpo delle Lanterne Verdi mentre Sinestro e il suo Corpo delle Lanterne Gialle pattuglia l'universo usando la paura come deterrente. Prologo all'ennesimo scontro tra Hal e il suo primo mentore che avviene nella serie regolare Hal Jordan e the Green Lantern Corps a partire dal n. 1 (distribuzione: 27 luglio 2016), periodicità quindicinale. |
| Nightwing: Rebirth n.1                              | Tim Seeley (testi), Yanick Paquette (disegni)                                     | 13 luglio 2016        | Dick Grayson torna ad indossare il costume di Nightwing per pattugliare le strade di Gotham. Prologo alla serie regolare quindicinale distribuita dal 27 luglio 2016. Ai testi Tim Seeley per i disegni di Javier Fernandez. |
| Suicide Squad: Rebirth n.1                          | Rob Williams (testi), Philip Tan e Jonathan Gaplion (disegni)                     | 3 agosto 2016         | Il Capitano Rick Flag viene incaricato da Amanda Waller di comandare e gestire la nuova Suicide Squad. Prologo alla serie regolare Suicide Squad versione Rebirth. La DC, in seguito alla produzione del blockbuster cinematografico, punta molto sulla serie e i disegni vengono affidati allo stesso Jim Lee per il primo story-arc, dal titolo The Black Vault. Jim Lee, oltre ad essere uno dei disegnatori top-seller sin dagli anni novanta, è anche editore e consulente creativo della DC Comics. |
| Deathstroke: Rebirth n.1                            | Christopher Priest (testi), Carlo Pagulayan e Jason Paz (disegni)                 | 10 agosto 2016        | Deathstroke alias Slade Wilson è il più grande assassino a pagamento del mondo e si ritrova braccato da un nemico sconosciuto. Prologo alla serie regolare Deathstroke distribuita a partire dal 24 agosto 2016. |
| Supergirl: Rebirth n.1                              | Steve Orlando (testi), Emanuela Lupacchino e Ray McCarthy (disegni)               | 17 agosto 2016        | Kara Zor-El si rivolge al D.E.O. (il Dipartimento per le operazioni extranormali) per ripristinare i suoi poteri e tornare ad essere Supergirl. Prologo alla serie regolare (distribuita dal 7 settembre 2016) che inizia con la storyline Reign of the Cyborg Superman dove Kara si trova ad affrontare suo padre. |
| Blue Beetle: Rebirth n.1                            | Keith Giffen (testi), Scott Kolins (disegni)                                      | 24 agosto 2016        | Jaime Reyes (Blue Beetle III) si risveglia nel deserto senza memoria degli ultimi anni della sua vita. Si trova quindi a dover scoprire la fine della sua famiglia, i suoi legami al manufatto Scarabeo e alle industrie Kord. Prologo della serie regolare che vede Reyes cercare di convivere con il suo ruolo di nuovo Blue Beetle, aiutato da Kent Nelson, alterego del Dottor Fate originale. |
| Justice League of America: The Atom Rebirth n.1     | Steve Orlando (testi), Andy MacDonald (disegni)                                   | 4 gennaio 2017        | Albo unico che presenta Ryan Choi, il nuovo Atomo, destinato a diventare membro della versione Rebirth della Justice League of America. Si tratta di uno studente/supplente prodigio della Ivy University che soffre di diverse allergie e di stati d'ansia. Questo non gli impedisce di ereditare i panni di un supereroe leggendario dell'universo DC. |
| Justice League of America: Vixen Rebirth n.1        | Steve Orlando e Jody Houser (testi), Jamal Campbell (disegni)                     | 11 gennaio 2017       | Albo unico con protagonista Mari McCabe, donna d'affari e icona fashion, alterego della supereroina Vixen. Il personaggio torna ad essere un membro della Justice League of America nella nuova incarnazione del team dopo gli eventi della miniserie Justice League vs. Suicide Squad. |
| Justice League of America: The Ray Rebirth n.1      | Steve Orlando (testi), Stephen Byrne (disegni)                                    | 18 gennaio 2017       | Albo unico che presenta Ray Terrill come il supereroe The Ray. Si tratta del personaggio creato nel 1992 e basato sul supereroe della Quality Comics, casa editrice acquisita dalla DC. Destinato a diventare membro della Justice League of America versione Rebirth. |
| Justice League of America: Killer Frost Rebirth n.1 | Steve Orlando e Jody Houser (testi), Mirka Andolfo (disegni)                      | 25 gennaio 2017       | Albo unico con protagonista Caitlin Snow come Killer Frost (versione Rebirth). Dopo essere stata reclutata da Amanda Waller per far parte della Suicide Squad, viene introdotta dalla stessa nella nuova Justice League of America formata da Batman dopo gli eventi della miniserie Justice League vs. Suicide Squad. |
| Justice League of America: Rebirth n.1              | Steve Orlando (testi), Ivan Reis e Joe Prando (disegni)                           | 8 febbraio 2017       | In seguito agli eventi della miniserie Justice League vs. Suicide Squad, Batman assembla un team alternativo di leaguers. I membri sono: Black Canary, Killer Frost, The Ray, Vixen, Atom, e Lobo. Il nuovo superteam è protagonista della serie regolare Justice League of America, che debutta il 22 febbraio 2017 con periodicità di due albi mensili. La prima minaccia è rappresentata dagli Extremists, esseri di una terra parallela autoproclamatisi salvatori e pacificatori.                    |
| Batwoman: Rebirth n.1                               | Marguerite Bennett e James Tynion IV (testi), Ben Oliver e Steve Epting (disegni) | 15 febbraio 2017      | Batwoman deve impedire la diffusione di una nuova arma biologica dal nome Monster Venom. L'indagine la porterà a rivivere alcuni momenti oscuri del suo passato e rivelerà alcune delle motivazioni che l'hanno portata ad essere l'eroina che è diventata. All'abo segue la serie regolare Batwoman dal 15 marzo 2017, periodicità mensile. |

## Eventi e crossover
- Justice League vs. Suicide Squad: è una miniserie di 6 numeri distribuita a partire dal 21 dicembre 2016, scritta da Joshua Williamson con disegni di Jason Fabok e Tony S. Daniel[18]. La periodicità è settimanale. All'interno di DC All Access viene reclamizzata come il primo Major Rebirth Event, ovvero il primo grande evento editoriale del DC Universe Rebirth[18]. Sono previsti 4 albi tie-in quali Suicide Squad n. 8 (che funge da preludio), Suicide Squad n. 9, e Justice League nn. 12-13[18]. Il presupposto nasce dal fatto che i membri della Justice League vengono a conoscenza dell'esistenza del programma segreto governativo Task Force X di Amanda Waller[18]. I leaguers non vogliono che il Pentagono appoggi operazioni clandestine eseguite sul campo da un gruppo di supercriminali con una bomba nella testa[18]. Uno scontro definitivo e radicale pare inevitabile ma, come spesso accade nelle storie versus, si presenta una minaccia ancora maggiore rappresentata da un strike team a conoscenza di segreti che possono minare lo status quo dell'universo DC[18]. Una delle conseguenze della miniserie è la nascita di una nuova serie mensile dallo storico titolo Justice League of America con un nuovo superteam, alternativo a quello protagonista di Justice League.
- Superman Reborn: si tratta del primo Rebirth crossover tra le principali serie dell'Uomo d'Acciaio[17]. Torna in scena l'enigmatico Mr. OZ, introdotto nell'albo DC Rebirth, genesi della rinascita del DC Universe[17]. In quell'occasione Mr. Oz disse a Superman «Tu e la tua famiglia non siete ciò che credete di essere. E non lo era neppure il Superman caduto.»[17] Oz si riferiva alla morte del supereroe kryptoninano protagonista degli albi della linea temporale di The New 52, mentre il Superman ora in azione è quello storico del periodo post-Crisis[17]. Questo crossover è quindi fondamentale per cominciare a svelare uno dei misteri inseriti nella storia di apertura della saga Rebirth. La storyline Superman Reborn si dipana tra Superman nn. 18-19, l'albo celebrativo Action Comics n. 975 e Action Comics n. 976, distribuiti tra l'1 e il 22 marzo 2017[17]. Gli autori della storyline principale sono: PeterJ. Tomasi, Patrick Gleason, Dan Jurgens. Nel n. 975 di Action Comics è presente una back-up story incentrata sul figlio di Superman e sulle difficoltà nell'essere l'erede di un mito[17]. L'autore è Paul Dini, tra gli ideatori della storica serie animata su Batman trasmessa a partire dal 1992. Le ripercussioni di Superman Reborn si riflettono nei mesi successivi su diversi altri albi. Tra questi vi sono: Trinity n. 8 (dell'aprile 2017) dove il "redivivo" Superman deve convincere Batman e Wonder Woman (gli altri due membri della "Trinità DC") sulla natura della sua identità, e Superwoman n. 9 dove la Lois Lane legata al Superman obliterato dalla linea temporale impersona la supereroina con poteri simili al kryptoniano[19]. Inoltre sulla serie Action Comics (dal n. 977) parte la storyline Superman Reborn Aftermath, dove si ha modo di ripresentare ai lettori la storia del vero e unico Superman e le possibili minacce per il suo futuro[19]. Tie-in di Superman Reborn sono anche Superman nn. 20-21 e Supergirl n. 8, dove si ha il primo incontro dell'epoca Rebirth tra Superman e la Ragazza del Domani[19].
- The Button: primo crossover che riprende uno dei misteri dell'albo DC Universe: Rebirth n. 1, punto di partenza del progetto Rinascita della DC Comics[19]. La storia vede l'incontro di due personaggi quali Batman e Flash II (Barry Allen), presentati come i più grandi detective esistenti[19]. Il centro della loro indagine è la spilla del Comico (membro degli Watchmen), ritrovata dall'Uomo Pipistrello nella sua caverna in DC Universe: Rebirth n. 1[19]. Gli albi interessati sono Batman nn. 21-22 (di Tom King e Jason Fabok) e The Flash nn. 21-22 (di Joshua Williamson e Howard Porter), distribuiti tra il 19 aprile e il 10 maggio 2017[19].
- Dark Knights: Metal: nel giugno del 2017 viene distribuito l'albo Dark Days: The Forge e in luglio Dark Days: The Casting, a cui segue in agosto il primo numero della miniserie Dark Knights: Metal (composta da 6 numeri in totale), scritta da Scott Snyder[20]. L'opera viene pubblicizzata come il primo wide-universe crossover dell'era Rebirth[20]. Infatti si tratta di una storia che partendo da una miniserie dà origine a diversi spin-off e albi tie-in con gran parte delle serie regolari della DC. Si tratta del 23° evento di questa portata a distanza di 32 anni dal primo, ovvero Crisi sulle terre infinite del 1985-1986. Questa nuova saga introduce un intero nuovo multiverso denominato: Dark Multiverse[20]. Personaggio centrale del cross-over è Batman, il Dark Knight da cui prende spunto il nome stesso dato al nuovo multiverso e alla minaccia che rappresenta[20]. Tra settembre e novembre del 2017 escono 8 albi spin-off su versione distorte ed oscure di Batman provenienti dal Dark Multiverse. Gli albi sono: Batman: The Red Death (20 settembre), Batman: The Murder Machine (27 settembre), Batman: The Dawnbreaker (4 ottobre), Batman: The Drowned (18 ottobre), Batman: The Merciless (25 ottobre), Batman: The Devastator (1 novembre), Batman Lost (8 novembre), The Batman Who Laughs (15 novembre)[20]. Nel frattempo escono le miniserie Gotham Resistance (4 numeri) e Bats Out of Hell (4 numeri) e altri due tie-in: Hawkman Found e Dark Knights Rising: The Wild Hunt. Quindi in totale l'evento Dark Nights: Metal è composto da 26 numeri.
- Looney Tunes Specials: nel giugno del 2017 vengono distribuiti 6 albi unici che presentano l'incontro tra alcuni dei supereroi DC con personaggi tratti dagli episodi animati dei Looney Tunes[21]. Non si tratta della prima volta in cui avviene un team-up tra i celebri cartoni animati e i characters del DC Universe. Nel 2000 era infatti uscita la miniserie Superman/Bugs Bunny, composta da 4 albi. In quell'occasione tutti i Looney Tunes irrompevano nell'universo supereroistico DC grazie a Mr.Mxyzptlk e Do-Do[22]. Questa volta però le storie si concentrano su alcuni personaggi per albo e ci presentano delle versioni meno edulcorate e più temibili che non quelle presenti nella edizione animata[21]. Si tratta quindi di una rielaborazione di quei cartoons simile a quanto la DC sta facendo con le nuove serie a fumetti The Flintstones e Scooby Apocalypse[21]. Queste nuove versioni fumettistiche dei Looney Tunes rientrano all'interno del variegato multiverso della DC anche se non è specificato la terra parallela dalla quale provengono[5]. In dettaglio gli albi sono[21]:
  - Batman/Elmer Fudd Special: in Italia Elmer è conosciuto come Taddeo. L'albo è scritto da Tom King (writer anche della serie regolare di Batman) e disegnato da Lee Weeks. Nella storia Taddeo è ossessionato dall'Uomo Pipistrello e gli dà la caccia.
  - Jonah Hex/Yosemite Sam Special: scritta da Jimmy Palmiotti e disegnata da Mark Texeira, vede Yosemite Sam assumere Jonah Hex come guardia personale.
  - Legion of Super-Heroes/Bugs Bunny Special: la Legione dei Super-Eroi del 31º secolo ha sempre pensato che l'ispirato per la loro fondazione fosse Superboy ma quando provano a farlo viaggiare nel tempo nel loro presente si ritrovano invece Bugs Bunny con la tuta di Superman.
  - Lobo/Road Runner Special: uno degli storici disegnatori del Batman anni novanta, ovvero Kelley Jones ci presenta una versione distorta di Wile il Coyote che assolda Lobo (il più temibile dei cacciatori di taglie) per catturare definitivamente Beep Beep.
  - Martian Manhunter/Marvin The Martian Special: il supereroe marziano della DC incontra il malvagio marziano dei Looney Tunes ovvero Marvin. A dispetto delle comuni origini, il membro storico della Justice League deve impedirgli di distruggere la Terra così da dargli una chiara visuale del pianeta Venere.
  - Wonder Woman/Tasmanian Devil Special: una versione grottesca e mostruosa del Diavolo della Tasmania attacca l'amazzone Wonder Woman. Testi di Tony Bedard e disegni di Barry Kitson.

## Edizione italiana
Alla fiera Lucca Comics & Games del 2016, presso la sala riunioni della Chiesa San Giovanni lo staff della Lion Comics, etichetta della RW Edizioni, ha annunciato il piano editoriale per il lancio di DC Rebirth in Italia. Il progetto viene battezzato Rinascita e debutta nel gennaio 2017 con l'albo Universo DC: Rinascita, edizione italiana dell'albo DC: Rebirth di Geoff Johns. Come accade per la casa editrice statunitense anche la linea RW-Lion subisce un rinnovamento con le serie Batman, Superman, Flash,Wonder Woman e Lanterna Verde che ripartono dal n. 1 con periodicità quindicinale. A marzo debutta la nuova serie quindicinale dedicata alla Justice League contenente anche gli albi di Cyborg e a rotazione quelli di Titans e di Earth 2: Society (a rotazione) e il quindicinale Suicide Squad/Harley Quinn. Anche il mensile Batman Il Cavaliere Oscuro cambierà sommario presentando la serie All Star Batman di Scott Snyder affiancata da Batgirl e Batgirl and The Birds of Prey. Da maggio esce anche l'ultimo quindicinale dedicato ai supergruppi contenente Justice League of America.